# 世俗體
世俗體（英語：Demotic，源自希臘語： dēmotikós、民書體）指僧侶體演變而成的古埃及文字，由希臘歷史學家希羅多德命名，用來與僧侶體和聖書體區別。

## 早期發展
早期世俗體在埃及第二十五王朝後期的下埃及開始發展，位於薩卡拉的石柱上的文字可追溯至公元前650年至公元前400年。在普薩美提克一世重新統一埃及後，世俗體取代「僧侶異體」（Abnormal Hieratic），這時期的世俗體只用作行政、法律和商業文字，其他文字採用聖書體和僧侶體。

## 中期發展
中期世俗體在托勒密王朝約公元前400年至公元前30年時使用。從公元前4世紀開始，世俗體的地位提高，在文學和宗教文字中的使用率增加。公元前3世紀末期，希臘語成為國家的行政語言，除非附有已經在當局登記的希臘文註明，否則世俗體寫成的契約失去法律效力。

## 後期發展
在羅馬人統治埃及後，公眾使用世俗體的情況逐漸減少。後期世俗體從約公元前30年開始在文學上出現，數量在公元2世紀急速減少，其後世俗體只用在陶器碎片、木乃伊標籤和塗鴉上，最後已知的世俗體文字刻在菲萊神殿牆壁上，可追溯至公元452年12月11日。

## 解讀
1799年發現的羅塞塔石碑刻有古典希臘文、世俗體和聖書體文字，世俗體文字由 Silvestre de Sacy 帶頭努力下終被解讀，較破解聖書體來得早。
下表顯示了從聖書體至世俗體，進而到埃及科普特语字母的一連串演變過程的相似之處。
| SA |

| SA |

| f |

| f |

| M12 |

| M12 |

| F18 · Y1 |

| F18 · Y1 |

| U29 |

| U29 |

| k |

| k |

| D37 · t |

| D37 · t |

## 外部連結
- Demotic and Abnormal Hieratic Texts （页面存档备份，存于）
- Chicago Demotic Dictionary （页面存档备份，存于）
- The American Society of Papyrologists （页面存档备份，存于）
- Directory of Institutions and Scholars Involved in Demotic Studies
- Demotic Texts on the Internet （页面存档备份，存于）
- Thus Wrote 'Onchsheshonqy: An Introductory Grammar of Demotic by Janet H. Johnson （页面存档备份，存于）